# Enea Moruzzi
Enea Moruzzi (Palazzolo dello Stella, 10 aprile 1949) è un ex calciatore italiano, di ruolo difensore.

## Carriera
Dopo essere cresciuto tra le file dell'Udinese, con cui esordisce nella stagione 1970-1971, viene acquistato dall'Atalanta, con cui esordisce in Serie A il 12 dicembre 1971 in Verona-Atalanta (1-2).
Al termine della stagione viene ceduto alla Reggiana, in Serie B, categoria mantenuta anche l'anno successivo al Parma.
Dal 1974 al 1976 gioca due campionati di serie C al Padova. Dal 1976 al 1979 milita nell'A.C. Belluno collezionando 84 presenze in due campionati di Serie D e uno di Promozione veneta. Nella stagione 1979-80 è compagno di squadra di Ezio Vendrame nell'Azzanese di Azzano Decimo (PN), che conquista l'undicesimo posto nel campionato di Promozione Friuli Venezia Giulia